# Imsouhel
Imsouhel (orthographié aussi Imsouhal, Imsuḥal en kabyle) est une commune algérienne de la wilaya de Tizi Ouzou, dans la région de Kabylie.

## Géographie

### Localisation
La commune d'Imsouhel est située au sud-est de la wilaya de Tizi-Ouzou. Son territoire est délimité :
| Aït Yahia   | Illoula Oumalou |                 |
| Aït Yahia   | Imsouhel        | Illoula Oumalou |
| Iferhounène | Iferhounène     |                 |

### Villages de la commune
La commune d'Imsouhel est composée de 15 villages :
- Agouni Ouadella (Agni-Weɛdella), chef-lieu de la commune
- Aït El Bachir (At-Lbacir)
- Aït Meddour (At-Meddur)
- Aït Ouatas (At-Waṭas)
- Aït Youcef Ou Ali (At-Yusef-Waɛli)
- Ahfir (Aḥfir)
- Askeur (Ɛesker)
- Boulmaïz (Bulmayez)
- Boumessaoud (Bumesɛud)
- Ighil Igoulmimène (Iɣil-Igelmimen)
- Iguer Lakrar (Iger-n-Leqṛaṛ)
- Kerrouch (Qeṛṛuc)
- Tanalt (Thanalt)
- Tizi Bouifed (Tizi-n-Wuffed)
- Tizi Guifrès (Tizi-n-Yefres)

## Personnalités liées à la commune
- Allaoua Ait Mebarek, directeur de la rédaction du Soir d'Algérie, mort le 11 février 1996 après l'explosion d'une bombe au siège de son journal[4].
- Cherif Kheddam (1927-2012), chanteur, compositeur et poète algérien de musique kabyle, y est né et y enterré dans le village de Boumessaoud.